# ووادیسواف هاینچا
ووادیسواف هاینچا (لهستانی: Władysław Hańcza؛ ‏ تلفظ لهستانی: [vwaˈdɨswaf]؛ ‏۱۸ مهٔ ۱۹۰۵ – ۱۹ نوامبر ۱۹۷۷) بازیگر و کارگردان نمایش اهل لهستان بود.
از فیلم‌ها یا برنامه‌های تلویزیونی که وی در آن نقش داشته‌است، می‌توان به دارکوب، گفتار پایانی نورنبرگ، دوست بدار یا رها کن، ماجراهای میخاو، کنتس کوزل، سیل، چهل‌ساله ، روزها و شب‌ها، قماری بالاتر از زندگی، داستان گناه، سرهنگ وُوُدیوفسکی، خرده‌دهقانان و خاکستر اشاره کرد.